# ويليام كلايتون
ويليام كلايتون (بالإنجليزية: William Clayton)‏ هو قسيس مسيحي أمريكي، ولد في 17 يوليو 1814 في Penwortham ‏ في المملكة المتحدة، وتوفي في 4 ديسمبر 1879 في سولت ليك في الولايات المتحدة.

## وصلات خارجية
- ويليام كلايتون على موقع ميوزك برينز (الإنجليزية)